# Alex Corbisiero
Alexander Richard Corbisiero (New York, 30 agosto 1988) è un rugbista a 15 inglese di origine statunitense, pilone del Northampton.

## Biografia
Nato nel borough newyorkese di Queens da padre americano di terza generazione di lontane origini italiane (il suo bisnonno, Riccardo Corbisiero, era un emigrato da Napoli che avviò nel 1951 un'impresa di ristorazione negli Stati Uniti) e da madre inglese, Alex Corbisiero vive a Londra da quando aveva cinque anni.
Cresciuto in una scuola americana del Surrey, non ebbe esperienze significative di rugby fino a 16 anni; nel 2005 entrò nelle giovanili dei London Irish nella cui prima squadra esordì nel 2008 in Premiership; originariamente convocato per la selezione degli Stati Uniti Under-19, Corbisiero fu per un periodo oggetto di attenzione anche da parte della Federazione Italiana Rugby in virtù delle sue ascendenze, ma alla fine scelse di affiliarsi alla Federazione inglese ed esordì in Nazionale maggiore durante il Sei Nazioni 2011, proprio contro l'Italia.
Fu schierato in altri tre dei successivi quattro incontri del torneo, che l'Inghilterra vinse, e successivamente fu selezionato dall'allora C.T. Martin Johnson per la Coppa del Mondo di rugby 2011; a livello di club con i London Irish vanta come miglior risultato la finale, persa contro Leicester, della Premiership 2008-09.
Divenuto da allora un punto fisso della Nazionale inglese, nel 2013 prese parte al tour dei British Lions in Australia, chiamato a spedizione in corso a causa di un infortunio occorso al suo collega irlandese Cian Healy; Corbisiero scese in campo nei due incontri (sui tre previsti) conclusisi in una vittoria contro gli Wallabies grazie ai quali i Lions vinsero 2-1 la serie.
Dopo il tour si trasferì al Northampton, squadra per la quale aveva firmato un accordo nel gennaio precedente; con il suo nuovo club vinse alla prima stagione il titolo di campione d'Inghilterra 2013-14.
A causa di un infortunio non ha potuto rendersi disponibile per la Coppa del Mondo di rugby 2015.

## Palmarès
- Premiership: 1
Northampton: 2013-14